# Arne Slettebak
Arne Slettebak (Danzig, 8 augustus 1925 - Worthington, 20 mei 1999) was een Amerikaanse astronoom.

## Biografie
Slettebak werd geboren in Danzig uit Noorse ouders. In 1927 emigreerden hij en zijn familie naar de Verenigde Staten waar hij in 1932 een Amerikaans staatsburger werd.

### Carrière
Hij behaalde een bachelorsgraad aan de Universiteit van Chicago in 1945 en verkreeg zijn Ph.D. in 1949 na een thesis over rotational velocities of O and B stars. Zijn professionele carrière begon hij aan de Ohio State University, waar hij in 1959 professor werd, nadat hij directeur werd van de Perkins Observatory. Deze functie vervulde hij tot 1978.
Het belangrijkste onderzoeksgebied van Slettebak bleef de rotatie van sterren. Na de 'gouden tijd' in de jaren 1930 was het na de Tweede Wereldoorlog vooral Slettebak die met een serie artikelen nieuwe interesse wekte in dit vakgebied.
De planetoïde (9001) Slettebak werd vernoemd naar de wetenschapper.

### Eigen publicaties
- A finding list of stars of spectral type F2 and earlier in a north galactic pole region. Hamburg, 1959.
- 'Ultraviolet spectral classification and stellar winds in a sample of Be and standard stars', in: The astrophysical journal : an international review of spectroscopy and astronomical physics 431 (1994) 1, p. 163-182.
- 'Ultraviolet spectral classification and stellar winds in a sample of Be and standard stars', in: The astrophysical journal : an international review of spectroscopy and astronomical physics 431 (1994) 2, p. 905.

### Mede-auteur
- The design and construction of a luminous shock tube for spectroscopic investigations of high-temperature gases. Preliminary results for some elements of astrophysical interest. Colombo, 1963.
- Making microplans. A community-based process in design and development. London, 1988.
- 'Spectroscopic observations of some Be-B stars at high galactic latitudes', in: Publications of the Astronomical Society of the Pacific 109 (1997) 731, p. 1-8.
- 'Stellar clusters and associations - HIP 60350: An extreme runaway star', in: Astronomy and astrophysics. A European journal 339 (1998) 3, p. 782-786.

### Redactiewerk / mederedactiewerk
- Stellar rotation. Proceedings of the I[nternational] A[stronomical] U[nion] colloquium held at the Ohio State University, Columbus, O., U.S.A., Sept. 8-11, 1969. Dordrecht, 1970.
- Be and shell stars. Merrill-McLaughlin memorial symposium, held at Bass River, Massachusetts, U.S.A., 15-18 September, 1975. Dordrecht, 1976.
- International register of stellar spectroscopists. [Z.p.], 1984.
- Physics of Be Stars. Proceedings of the 92nd Colloquium of the International Astronomical Union, Boulder, Colorado 18-22 August 1986, Cambridge [etc.], 1987, ISBN 978-0521330787